# Popillia rotundata
Popillia rotundata är en skalbaggsart som beskrevs av Lin 1988. Popillia rotundata ingår i släktet Popillia och familjen Rutelidae. Inga underarter finns listade i Catalogue of Life.